# Шейбиц, Томас
Томас Шейбиц (англ. Thomas Scheibitz, 1968, Радеберг, Германия, живёт и работает в Берлине, Германия) — современный немецкий живописец и скульптор.

## Образование
- 1991-96 HfBK Dresden, диплом
- 1996-98 HfBK Dresden, MFA

## Творчество
- Немецкий художник Томас Шейбиц размывает границы между живописью и скульптурой, и часто описывается как «посткубист».
- Вполне узнаваемые изображения пейзажей, архитектуры и натюрмортов появляются в его живописи наравне с абстрактными полотнами. Разбитые и фрагментированные, эти изображения деконструированы до формального уровня: геометрические формы, плоские цветные поля. Художник работает с большим банком образов, включающим тысячи изображений из различных медиа источников. Разбивая на утилитарные компоненты цвета и формы объектов, Шейбиц освобождает их от всех посторонних деталей. Знакомые объекты, такие, как дома, растения и горы, выглядят сверхъестественными и эмоционально изолированными.
- Скульптура Томаса Шейбица практически всегда выглядит так, будто была перенесена с детской игровой площадки: композиция из простых геометрических форм, окрашенных преимущественно в яркие цвета. Например, скульптура Captain Amely (2007) напоминает круг сыра, который скатывается с детской горки. Любимый материал Шейбица — МДФ (недорогой строительный материал). Скульптуры Томаса Шейбица похожи на малые архитектурные формы (перекликаясь в этом отношении с произведениями другого немецкого художника — Манфреда Пернице) или нефункциональную мебель — слишком большие, чтобы походить на игрушки или модели, и слишком маленькие, чтобы быть убедительно монументальными.

## Персональные выставки
- 2009 Missing Link in Delphi, Tanya Bonakdar Gallery, Нью-Йорк[2]
- 2008 The Goldilocks Zone, Galerie Sprüth Magers, Berlin, D
- 2008 about 90 elements/ TOD IM DSCHUNGEL, Camden Arts Centre, London, UK,
- 2008 Musée d' Art Moderne Luxembourg, L
- 2007 about 90 elements/ TOD IM DSCHUNGEL, IMMA Irish Museum of Modern Art, Dublin, IE
- 2007 APOLLO, Schinkel Pavillon, Berlin, D
- 2006 Low Sweetie # Omega Haus, Produzentengalerie Hamburg, D
- 2006 Blick über ein bewohntes Tal, Tanya Bonakdar Gallery, Нью-Йорк[3]
- 2006 Casa Amalia Index, Gallerie Sprüth Magers, Köln, D
- 2005 Der Tisch, der Ozean und das Beispiel, 51. Biennale Venedig, Deutscher Pavillon, (mit Tino Sehgal), I
- 2005 Winterthur grüßt Venedig, Arbeiten aus der Sammlung Museum Winterthur, CH
- 2004 Brot und Spiele, Tanya Bonakdar Gallery New York, USA[4]
- 2004 Galeria Fortes Vilaça, Saõ Paulo, BR
- 2004 ABC — I II III, Centre d´Art Contemporain, Genf, CH
- 2003 d i a m o n d p a p e r Editionsheft:Thomas Scheibitz/ DiG Berlin, D
- 2003 Galerie Koch und Kesslau, 7 zeitgenössische Positionen ausgesucht von Thomas Scheibitz, Berlin, D
- 2002 Venus — Hannibal ad portas, Produzentengalerie Hamburg, D
- 2002 Maus Appetit Dezember, Tanya Bonakdar Gallery, New York, USA[5]
- 2002 1- geometrica B, ART PACE, San Antonio,Texas, USA
- 2001 Thomas Scheibitz,Works on Paper Inc., Los Angeles, USA
- 2001 Tanya Bonakdar Gallery, New York, USA[источник не указан 2233 дня]
- 2001 1- geometrica B, Matrix i95 Berkeley Art Museum, San Francisco, USA
- 2001 BANNISTER DIAMOND, Stedelijk Museum, Amsterdam, NL
- 2001 Ansicht und Plan von Toledo, Kunstmuseum Winterthur, CH,
- 2001 Museum der Bildenden Künste Leipzig, D
- 2000 Surrogate, Galerie Gebr. Lehmann, Dresden, D
- 1999 Final Gold[нет в источнике], Tanya Bonakdar Gallery, New York, USA[6]
- 1998 Low Sweetie, ICA, London, UK
- 1998 Bonakdar Jancou Gallery, New York, USA
- 1998 DOUBLE, loop-raum für aktuelle kunst, Berlin, D
- 1997 Digitalin, Galerie Gebr. Lehmann, Dresden, D